# Joan II de Montferrat
Joan II de Montferrat, fou marquès de Montferrat del 1338 al 1372. Va ampliar els territoris heretats del seu pare i va fer encàrrecs pel papa Urbà V.

## Política al marquesat
Teodor era fill del marquès Teodor I de Montferrat i de la seva esposa Argentina Spinola. Des del 1336 el pare li va donar responsabilitats de govern en el marquesat. La mort de Teodor I el 1338 va comportar la seva ascensió al títol de marquès. A partir d'aquell any va engegar campanyes militars d'ampliació del territori. Amb l'ajut del seu cosí Otó IV de Brunswick-Grubenhagen, Joan va lluitar contra Carles II d'Anjou, rei de Nàpols, que tenia possessions al Piemont properes al marquesat. Els altres veïns contra els que va lluitar van ser els Savoia. El 9 d'octubre del 1338 fou nomenat governador d'Asti. El 22 d'abril del 1345, en la batalla de Gamenario, Joan va derrotar definitivament el vicari al Piemont dels Anjou, Reforza d'Angoult.
Amb el tàcit suport de Lluc Visconti, senyor de Milà, Joan va aconseguir ocupar: Alba, Bra, Valenza i el 1348 Cuneo. La seva fama va créixer el 1355, quan va escortar l'emperador Carles IV del Sacre Imperi Romanogermànic per Itàlia. A partir d'aquell any va ser patró de Cherasco, Novara i Pavia. Quan es va casar, però, va perdre el suport de l'emperador
Joan es va haver d'enfrontar l'atac de les tropes imperials i les dels Visconti, el conflicte acabarà amb la devolució dels territoris ocupats per Joan a Pavia a favor de les possessions dels Visconti a Asti. Però la situació era desfavorable: molts dels seus vassalls es van passar al costat dels Visconti, que ara eren més poderosos.
Després de la victòria de la tropa de mercenaris anomenada compagnia di ventura dei Tard-Venus, a Brignais el 6 d'abril del 1362, sobre l'armada del rei de França Joan II, comandada pel comte Jaume I de La Marca, i de la presa de Lo Pònt de Sent Esperit per part dels mercenaris que estaven devastant la Borgonya i el Llenguadoc i amenaçaven Avinyó, el papa Urbà V va donar a Joan 60.000 florins d'or perquè sotmetés a disciplina aquesta colla de brètols.
Joan II va fer testament el 1372, en el qual va conferir a Otó de Brunswick i a Amadeu VI de Savoia la responsabilitat d'educar els seus fills. Aquell mateix any va morir i fou enterrat a Chivasso.

## Matrimoni i descendència
Joan es va casar amb Elisabet de Mallorca el 4 de setembre del 1358 a Montpeller. Van tenir els següents fills:
- Otó (1358 - 1378)
- Joan (1360 - 1381)
- Teodor II (1364 - 1418)
- Guillem (1365 - 1400)
- Margarida de Montferrat (v1365 - 1420), casada el 1375 amb Pere II, comte d'Urgell.